# Tlmače
Tlmače is een Slowaakse gemeente in de regio Nitra, en maakt deel uit van het district Levice.
Tlmače telt 4305 inwoners.